# Rougnat
Rougnat is een gemeente in het Franse departement Creuse (regio Nouvelle-Aquitaine) en telt 545 inwoners (2005). De plaats maakt deel uit van het arrondissement Aubusson.

## Geografie
De oppervlakte van Rougnat bedraagt 42,1 km², de bevolkingsdichtheid is 12,9 inwoners per km².

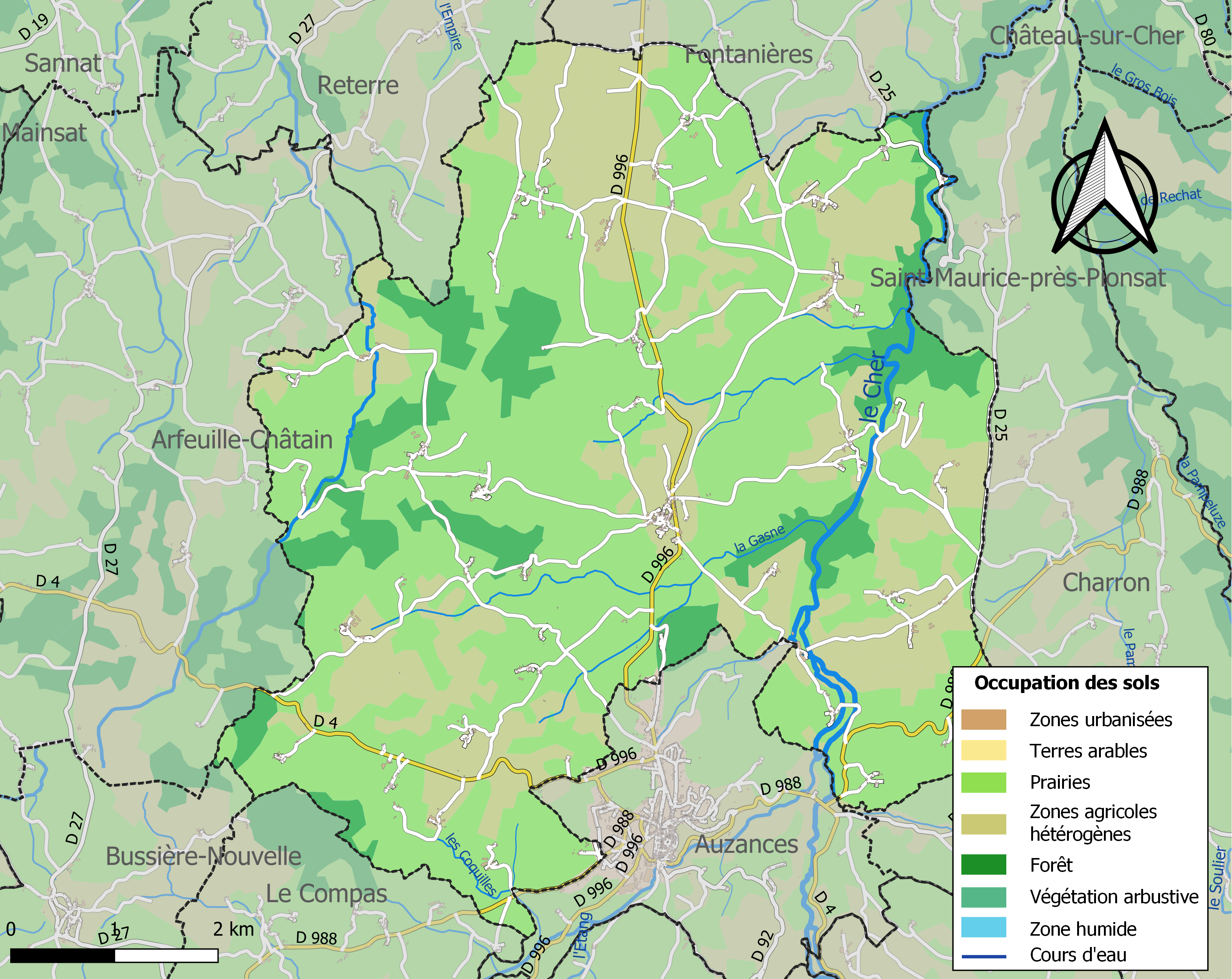
Kaart van de gemeente met de belangrijkste infrastructuur, bodemgebruik en omliggende gemeenten

## Demografie
Onderstaande figuur toont het verloop van het inwonertal (bron: INSEE-tellingen).

## Foto

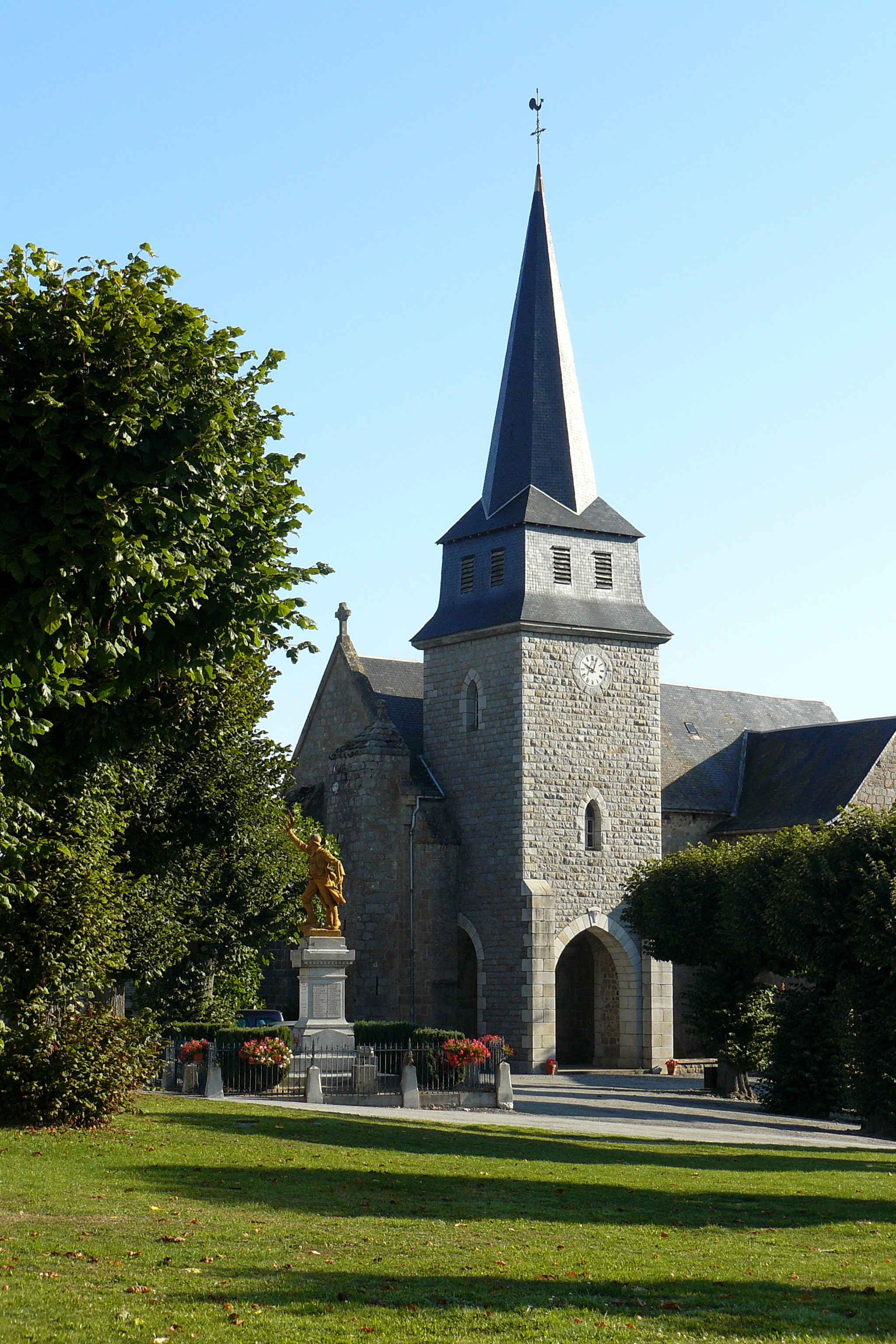
Kerk Saint-Laurent